# Моццаніка
Моццаніка (італ. Mozzanica) — муніципалітет в Італії, у регіоні Ломбардія,  провінція Бергамо.
Моццаніка розташована на відстані близько 460 км на північний захід від Рима, 39 км на схід від Мілана, 25 км на південь від Бергамо.
Населення — 4633 особи (2014).
Щорічний фестиваль відбувається четвертої неділі вересня. Покровитель — святий Степан.

## Демографія
Населення за роками:

Станом на 1 січня 2023 року в муніципалітеті офіційно проживали 364 іноземці з 34 країн, серед них 151 громадянин країн Євросоюзу та 9 громадян України.

## Сусідні муніципалітети
- Караваджо
- Кастель-Габб'яно
- Фара-Олівана-кон-Сола
- Форново-Сан-Джованні
- Серньяно